# Szczeglacin
Szczeglacin – wieś w Polsce położona w województwie mazowieckim, w powiecie siedleckim, w gminie Korczew. Ma status sołectwa. Leży w odległości 3 km od Korczewa, 30 km od Siedlec i 109 km od Warszawy.
W latach 1975–1998 miejscowość administracyjnie należała do województwa siedleckiego.
Na terenie wsi znajduje się staw wędkarski oraz strażnica Ochotniczej Straży Pożarnej. Od zachodu wieś graniczy z Rezerwatem przyrody Kaliniak. Na wschód od wsi płynie rzeka Kołodziejka.
Wierni kościoła rzymskokatolickiego należą do parafii św. Stanisława Biskupa Męczennika i św. Anny w Knychówku.